# Wasilków (gemeente)

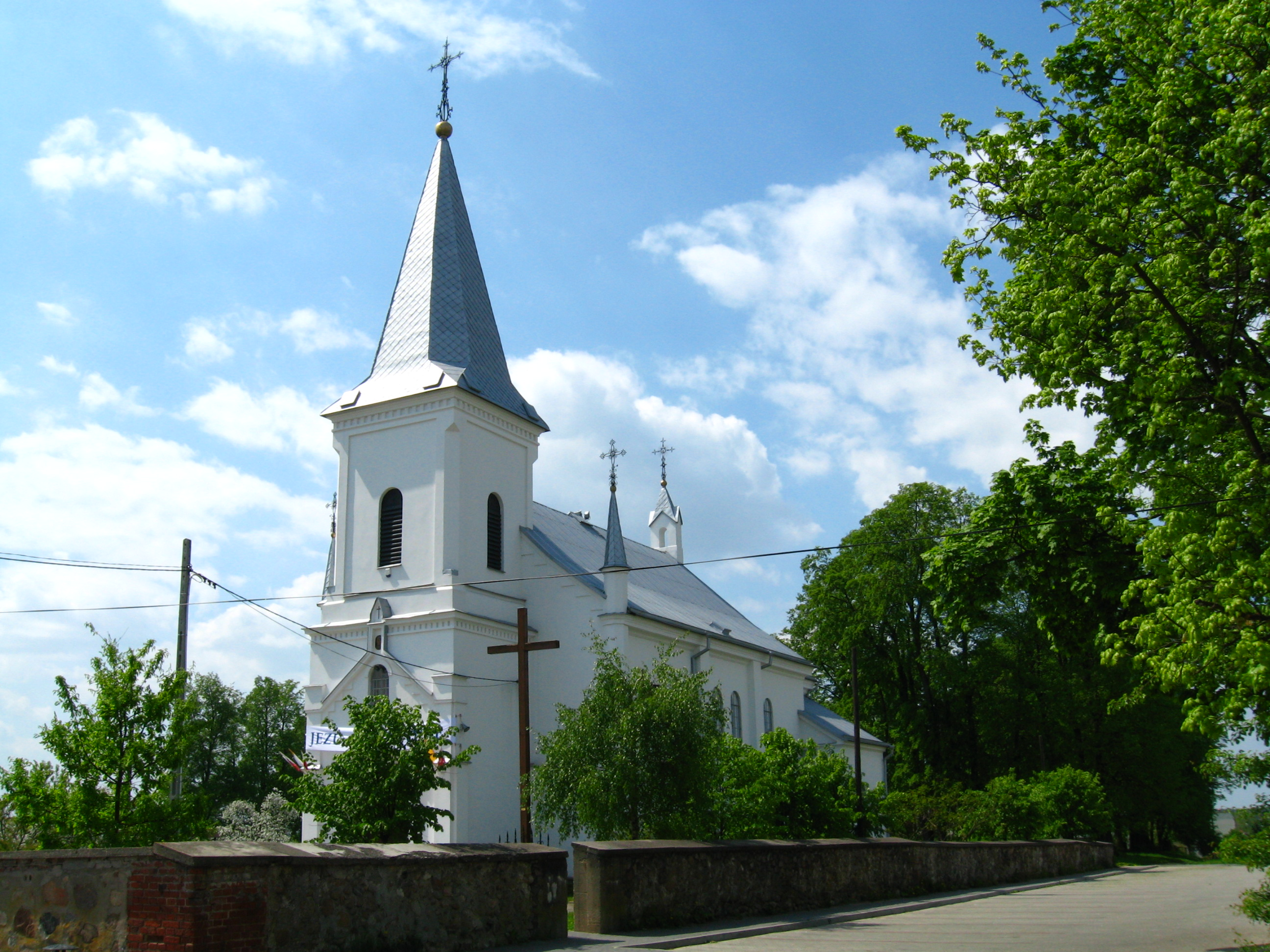
Kerk in Wasilków

De gemeente Wasilków is een stad- en landgemeente in het Poolse woiwodschap Podlachië, in powiat Białostocki.
De zetel van de gemeente is in Wasilków.
Op 30 juni 2004 telde de gemeente 12 499 inwoners.

## Oppervlakte gegevens
In 2002 bedroeg de totale oppervlakte van gemeente Wasilków 127,17 km², waarvan:
- agrarisch gebied: 40%
- bossen: 48%

De gemeente beslaat 4,26% van de totale oppervlakte van de powiat.

## Demografie
Stand op 30 juni 2004:
| Omschrijving                   | Totaal | Totaal | Vrouwen | Vrouwen | Mannen | Mannen |
| ------------------------------ | ------ | ------ | ------- | ------- | ------ | ------ |
| eenheid                        | aantal | %      | aantal  | %       | aantal | %      |
| inwoners                       | 12 499 | 100    | 6406    | 51,3    | 6093   | 48,7   |
| bevolkingsdichtheid (inw./km²) | 98,3   | 98,3   | 50,4    | 50,4    | 47,9   | 47,9   |

In 2002 bedroeg het gemiddelde inkomen per inwoner 1137,32 zł.

## Plaatsen
Burczak, Dąbrówki, Horodnianka, Jurowce, Katrynka, Mostek, Nowodworce, Osowicze, Ożynnik, Podkrzemionka, Rybniki, Sielachowskie, Sochonie, Studzianki, Woroszyły, Wólka Poduchowna, Wólka-Przedmieście, Zapieczki, Zaścianek.

## Aangrenzende gemeenten
Białystok, Czarna Białostocka, Dobrzyniewo Duże, Supraśl